# Мараску (Бакау)
Мараску (рум. Mărăscu) насеље је у Румунији у округу Бакау у општини Хорђешти. Oпштина се налази на надморској висини од 221 m.

## Становништво
Према подацима из 2002. године у насељу је живело 22 становника, од којих су сви румунске националности.